# Георги Мухчинов
Георги Анков Мухчинов или Мухчината е български революционер от арумънски произход, войвода на Върховния македонски комитет.

## Биография
Мухчинов е роден в сярското село Мелникич и по народност е влах. Без образование работи като овчар. В 1881 година властите го арестуват, но успява да избяга от затвора. Участва в Четническата акция на Македонския комитет в 1895 година. Загива в родното си село в 1899 година заедно с 6 свои четници в сражение с турски войски. Според друга версия е убит от Щерю Запрев.